# Andreas Ingolstetter
Andreas Ingolstetter, auch Andreas Ingolstätter, (* 9. Oktober oder 19. April 1633 in Nürnberg; † 7. Juni 1711 ebenda) war ein deutscher Kaufmann und Kirchenlieddichter.

## Leben und Wirken
Andreas Ingolstetter wurde in Nürnberg am 9. Oktober oder am 19. April 1633 geboren. Weil er sich als guter Kaufmann auszeichnete, fungierte er später in Nürnberg als Marktvorsteher. Dabei schuf er sich soviel Einfluss und Ansehen, dass er zum fürstlich württembergischen Rat ernannt wurde. Neben seiner Tätigkeit als Kaufmann interessierte er sich aber auch für Wissenschaft und Dichtung; so sprach er viele Sprachen neben der lateinischen. Außerdem setzte er sich im Privaten mit Mathematik und Astronomie auseinander. 1672 trat er dem Pegnesischen Blumenorden mit dem Namen Poliander bei. 1674 erhielt er von Sigmund von Birken die Dichterkrone, auch trat in diesem Jahr seine erste Frau Helene dem Orden als Philinde bei; seine zweite Frau im Jahre 1705. Infolge seiner Auszeichnung galt Ingolstetter damals als angesehenster Dichter des Blumenordens. Andererseits aber unterstützte er auch andere Dichter und auch Wissenschaftler, was sich auch darin zeigt, dass er in seiner Heimatstadt eine Armenschule errichtete, daneben spendete er astronomische Geräte an die Universität Altdorf. Auch förderte er explizit einige Studenten. Er dichtete weltliche und geistliche Gedichte, hielt seine weltlichen aber nicht für veröffentlichungswert. Daher sind diese Gedichte verschollen. Seine geistlichen Lieder aber wurden zum Teil in Gesangbücher aufgenommen. Allgemein galt Ingolstetter als guter (Kirchenlied-)Dichter und als sehr wohltätig. Sein ganzes Leben geschah im Zeichen von Freigiebigkeit sowie Demut. Laut Michael Tilly spiegeln sich in seinem Leben typische Anzeichen der damaligen Zeit: Der Forscherdrang des freien Geistes neben einem schwärmerischen Streben nach naturhafter Frömmigkeit. Ingolstetter verstarb in Nürnberg am 7. Juni 1711.

## Werke
- Hinab geht Christi Weg (1673)
- O Tiefe, wer kann dich ergründen (1673)
- Ich bin mit dir mein Gott zufrieden (1677)
- Ich klage, großer Gott, dir meine große Not (1677)